# 이그나시오 소코
이그나시오 소코 에스파르사(스페인어: Ignacio Zoco Esparza; 1939년 7월 31일, 나바라 지방 가르데 ~ 2015년 9월 28일, 마드리드 지방 마드리드)는 스페인의 전 축구 선수로 현역 시절 수비형 미드필더로 활약하였다.
그는 현역의 12년을 레알 마드리드 소속으로 활동하였는데, 400번이 넘는 공식 경기에 출전하여 10번의 주요 대회 우승을 거두었다.
소코는 스페인 국가대표팀 경기에 20번 넘게 뛰었는데, 1964년 유러피언 네이션스컵을 우승하였고, 1966년 FIFA 월드컵에서도 자국을 대표로 출전하였다.

## 클럽 경력
소코는 나바라 지방 가르데 출신으로, 지역의 아마추어 구단인 오베레나에서 뛰다가 오사수나에 입단하였다. 첫 달 동안 이루냐로 임대된 후, 그는 1960년 1월 10일에 1-2로 패한 레알 오비에도와의 원정 경기에서 라 리가 신고식을 치렀고, 강등의 결말로 끝난 시즌에 이후의 경기에서 전 경기 선발로 출전하였다.
1962년 여름, 소코는 강호 레알 마드리드로 이적하여 리그 우승을 거둔 1년차에 13경기 출전에 그쳤으나, 이후부터 주전 선수가 되었다. 1965-66 시즌, 자국 대회에서 전 경기를 교체 없이 소화한 것은 물론 같은 시즌 유러피언컵에서 2-1로 이긴 파르티잔과의 결승전을 포함해 9경기를 교체 없이 뛰었다.
두 업적을 세운 것 외에도, 소코는 레알 마드리드 소속으로 국내 리그를 6번, 코파 델 레이를 2번 우승하였고, 머랭 군단 소속으로 64번의 유럽대항전 경기에 출전해 6골을 넣었다. 1974년 6월, 그는 35세의 나이로 현역 은퇴를 선언하였고, 20년 후, 그는 미겔 앙헬 곤살레스의 바통을 이어받아 구단의 경기 대표가 되었으며, 그 직위를 1998년까지 맡았다.

## 국가대표팀 경력
소코는 스페인 국가대표팀 경기에 25번 출전하였는데, 1961년 4월 19일, 적지에서 2-1로 이긴 웨일스와의 1962년 FIFA 월드컵 예선전 경기에서 국가대표팀 첫 경기를 치렀다. 그는 1964년 유러피언 네이션스컵과 1966년 FIFA 월드컵에서 자국을 대표로 선수단에 이름을 올렸고, 전자의 대회는 우승으로 끝났다.

### 국가대표팀 득점 기록
| # | 날짜            | 경기장                   | 상대   | 점수 | 최종결과 | 대회     |
| - | --------------- | ------------------------ | ------ | ---- | -------- | -------- |
| 1 | 1963년 12월 1일 | 스페인 발렌시아 메스타야 | 벨기에 | 1–1  | 1–2      | 친선경기 |

## 사생활과 사망
소코는 가수이자 작사가인 마리아 오스티스(1944년생)를 1974년에 배우자로 맞이하였고, 슬하에 3명의 자식을 두었으며 41년을 동고동락하였다. 그는 알프레도 디 스테파노가 사망한 후 그의 뒤를 이어 레알 마드리드 노장회의 수장이 되었다.
2015년 9월 28일, 소코는 마드리드에서 오랜 투병 끝에 별세하였다. 사망 당시 그는 76세였다.

## 수상

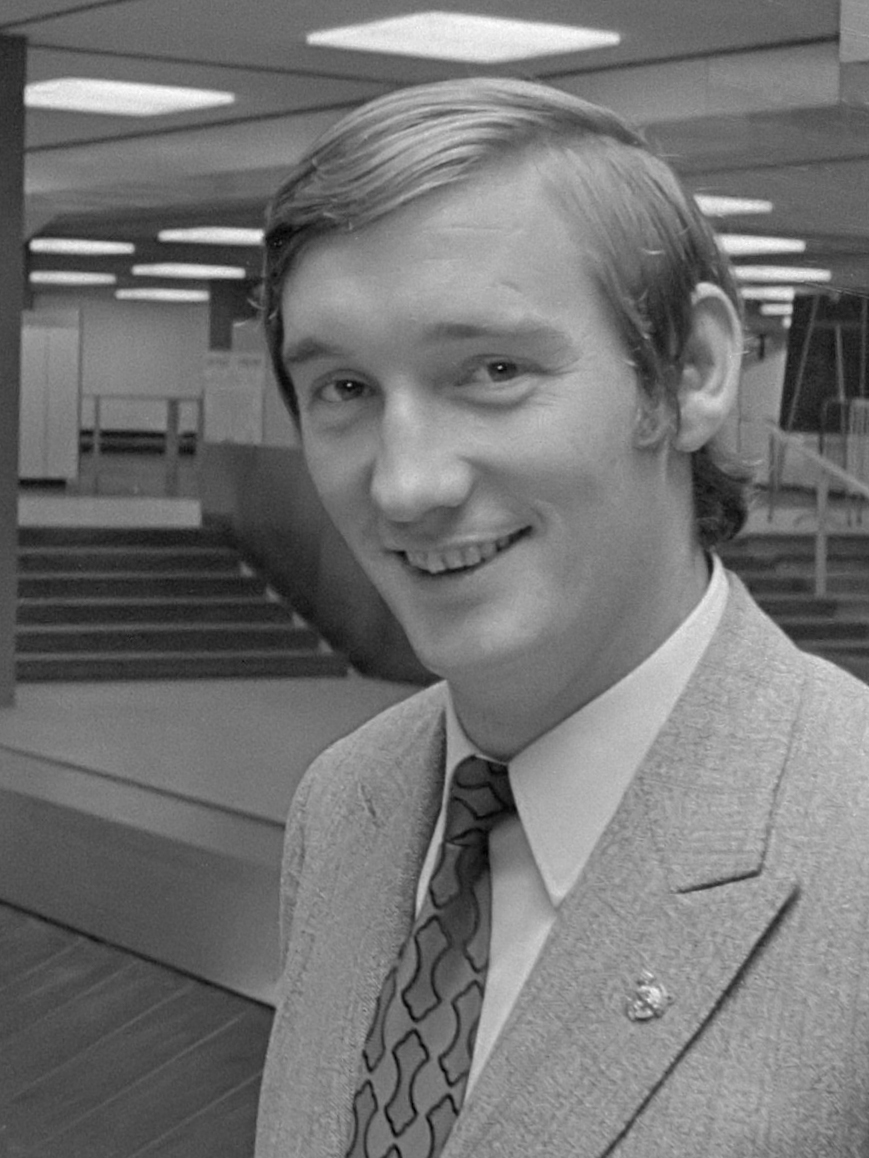
1971년의 소코

### 클럽
레알 마드리드
- 라 리가: 1962–63, 1963–64, 1964–65, 1966–67, 1967–68, 1968–69, 1971–72
- 코파 델 헤네랄리시모: 1969–70, 1973–74
- 유러피언컵: 1965–66
- 유러피언 컵위너스컵 준우승: 1970–71
- 인터콘티넨털컵 준우승: 1966

### 국가대표팀
스페인
- UEFA 유럽 축구 선수권 대회: 1964